# Quenlla (La Coruña)
Quenlla (en gallego y oficialmente, A Quenlla) es una aldea española, actualmente despoblada, que forma parte de la parroquia de Arzúa, del municipio de Arzúa, en la provincia de La Coruña.